# Gori (municipalité)
Pour les articles homonymes, voir Gori.
La municipalité de Gori, (en géorgien : გორის მუნიციპალიტეტი, phonétiquement goris mounitsipalitéti), est un district de la région de Kartlie intérieure, en Géorgie. La ville principale est la ville de Gori.

## Géographie
De jure il est bordé par des districts des régions géorgiennes, au nord-est par celui de Djava, à l’est par celui d’Akhalgori, au sud-est par celui de Kaspi, au sud par ceux de Tsalka et de Bordjomi , au sud-ouest par celui Kareli.
De facto, après la sécession de la République auto-proclamée d’Ossétie du Sud, il perd sa partie nord au profit du district sécessionniste de Tskhinvali et est bordé à l’est par le district sécessionniste de Leningor (ancien district d’Akhalgori), au sud-est par celui de Kaspi, au sud par ceux de Tsalka et de Bordjomi, au sud-ouest par celui de Kareli.
Sa superficie est de 1 352 km2.

## Histoire
En août 2008, pendant la deuxième guerre d'Ossétie du Sud, la ville est temporairement occupée par l'armée russe et partiellement détruite, et accueille dans sa partie sud des colonnes de réfugiés géorgiens partis de sa partie nord.

## Démographie

### Évolution de la population (2011 à 2016)
Du 1er janvier 2011 au 1er janvier 2016,  la population a diminué de 20 000 personnes. Si les surestimations administratives en sont une cause, la sous-estimation du phénomène de migration en est une autre : les mouvements de population des campagnes vers les villes (essentiellement Tbilissi) et des villes vers l'étranger se poursuivent, sans oublier les conséquences de la guerre russo-géorgienne d’août 2008.
| Année | Urbaine | Rurale | Totale  |
| 2011  | 54 600  | 91 200 | 145 300 |
| 2012  | 54 900  | 91 200 | 146 100 |
| 2013  | 54 700  | 91 000 | 145 700 |
| 2014  | 54 700  | 91 100 | 145 800 |
| 2015  | 48 200  | 77 600 | 125 800 |
| 2016  | 48 300  | 77 800 | 126 100 |

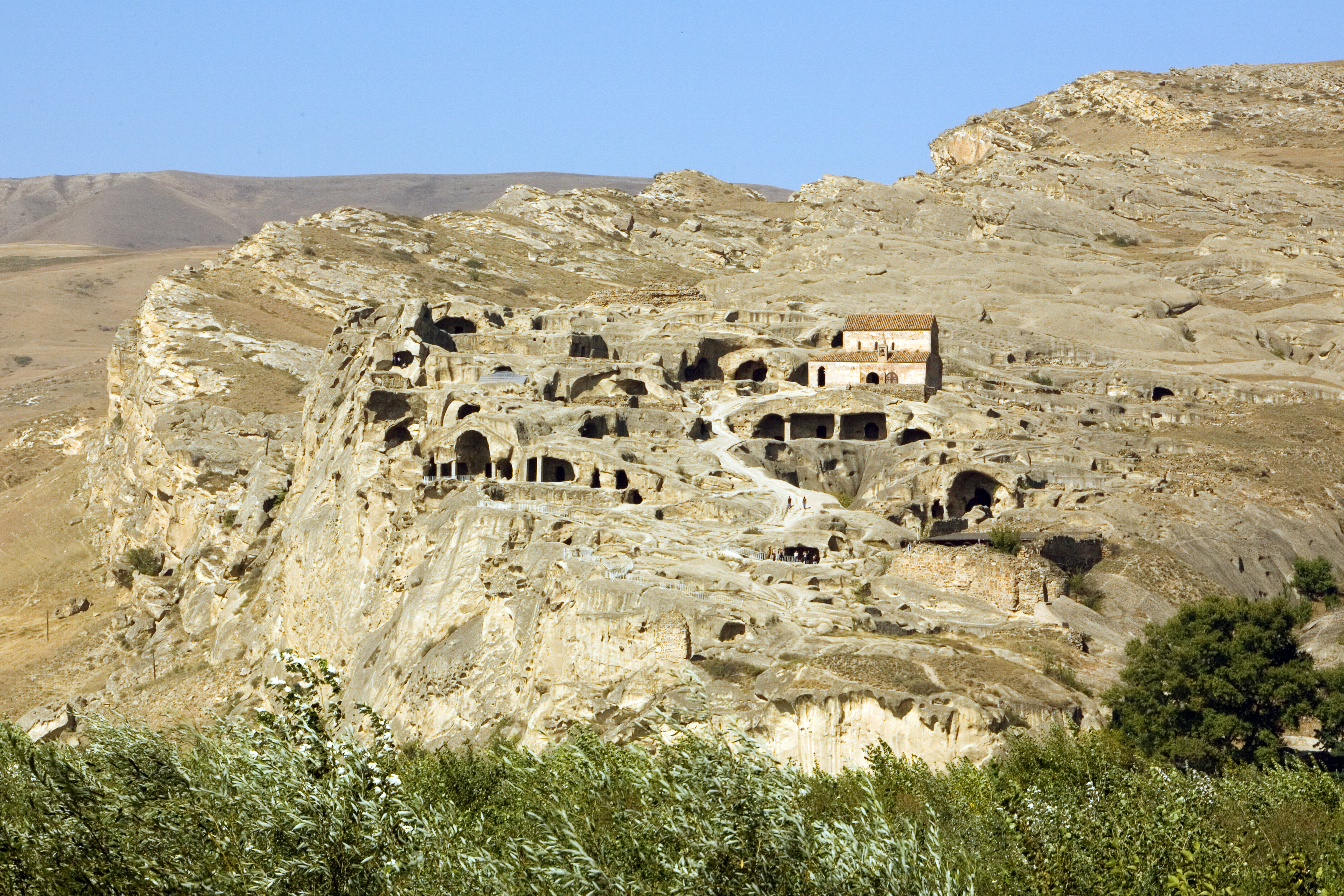
Site d'Ouplistsikhé

Pour l'année 2016, la population du district de Gori stricto sensu est de 77 800 habitants, puisque la décision de comptabiliser séparément celle de la ville de Gori (48 300 habitants), ville autonome, a été prise.

## Sites remarquables
- Gori (Géorgie)
- Ouplistsikhé
- Église Sioni d'Ateni
- Gori Djvari (Croix de Gori)